# Hemiphanes inusitatum
Hemiphanes inusitatum är en stekelart som beskrevs av Rossem 1987. Hemiphanes inusitatum ingår i släktet Hemiphanes och familjen brokparasitsteklar. Inga underarter finns listade i Catalogue of Life.